# Bergognone
Ambrogio da Fossano, genannt Bergognone (* um 1453 in Fossano; † 1523 ebenda), war ein Italienischer Maler der Renaissance.

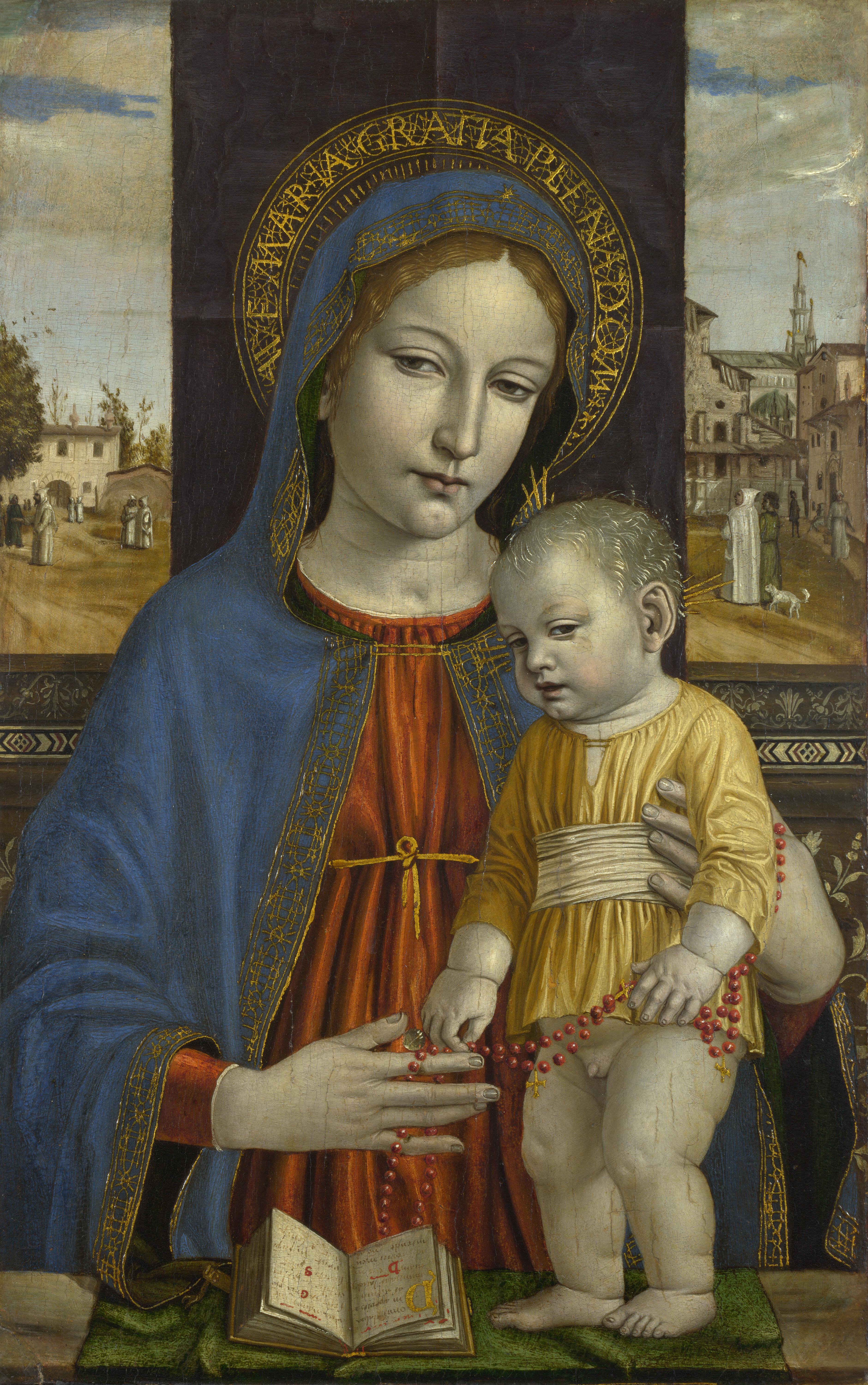
Bergognone, Madonna col Bambino, (London, National Gallery)

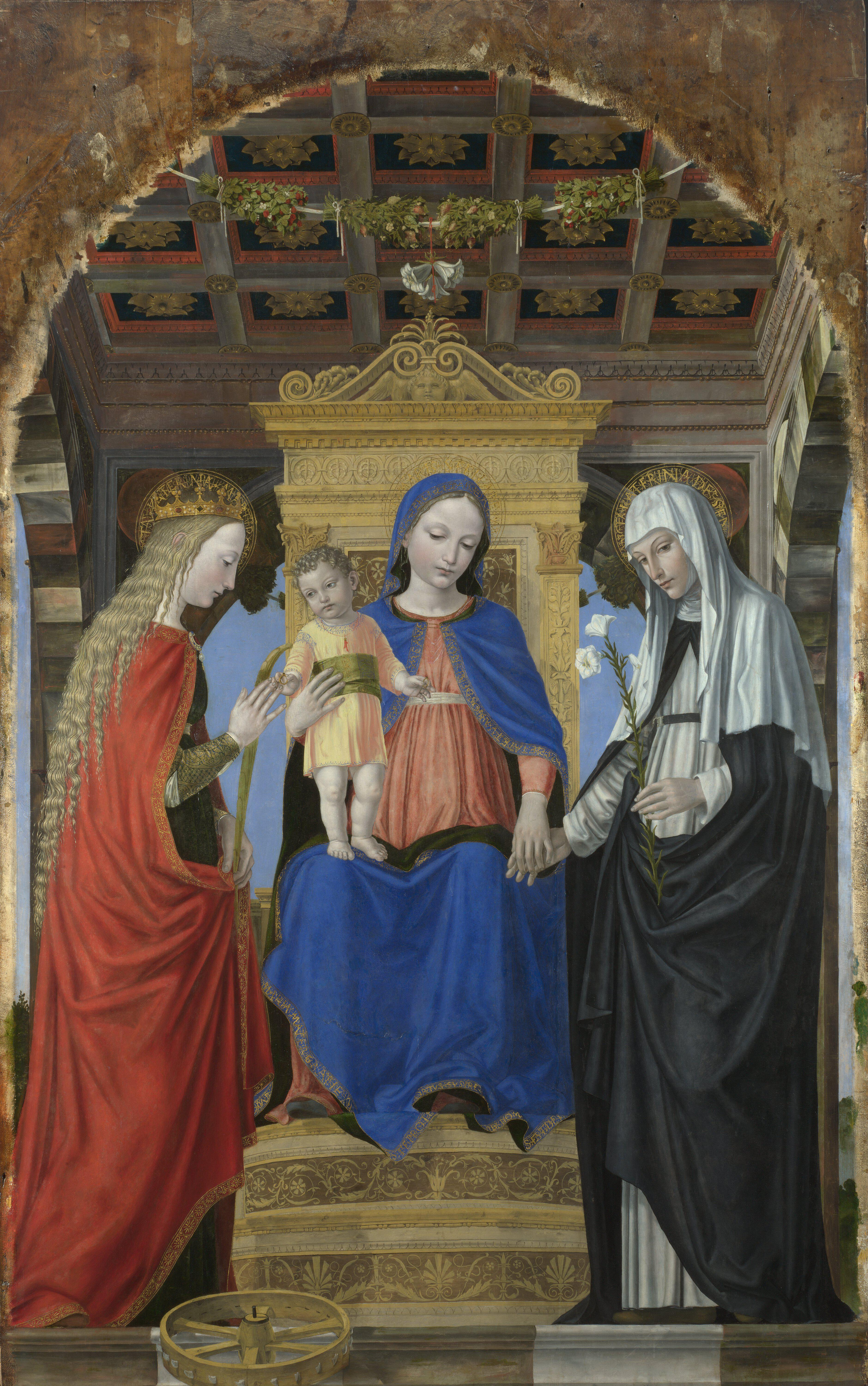
Bergognone, Matrimonio mistico di santa Caterina d’Alessandria (London, National Gallery; aus der Certosa di Pavia)

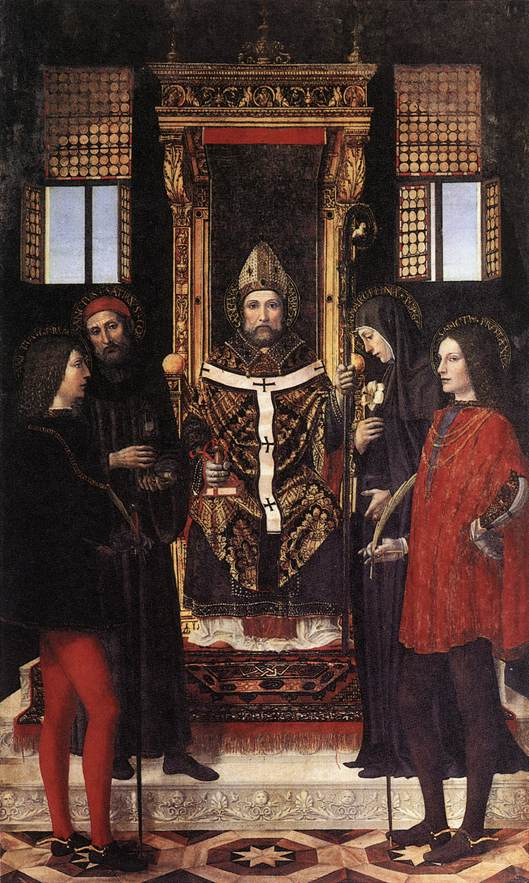
Pala di Sant’Ambrogio (Certosa di Pavia)

## Leben
Ambrogio war Sohn von Stefano wohnhaft in Mailand in der Pfarrei San Galdino in der „Porta Romana“. Einige seiner Werke signierte er mit Ambrosio de Fossano dicto Brecognono, bregognono o bergognono, aber Fossano und Bergognone sind auch die Namen lombardischer Familien, die in der Gegend der Certosa di Pavia lebten, wo der Maler von 1488 bis 1494 arbeitete. Über seine Ausbildung ist nichts bekannt, einige Ähnlichkeiten mit der Kunst von Vincenzo Foppa, dessen Schüler er gewesen sein könnte, aber auch mit Werken der flämischen und provenzalischen Schule, die er auf den Reisen der Maler, mit denen er in Kontakt kam, wie Zanetto Bugatto, Antonello da Messina und anderen, erworben hat, lassen sich feststellen.
Frühe Werke aus der Zeit um 1480 sind der Barmherzige Christus mit Engeln und einem Kartäusermönch aus dem Museum Villa Cagnola in Gazzada Schianno und die Deposition im Szépművészeti Múzeum in Budapest, in der der Bezug zur flämischen Kultur vorherrscht, insbesondere in der Verwendung von Licht. Seine ersten beiden Altarbilder mit Madonna und Heiligen, die Ambrogio für den aus Arona stammenden apostolischen Protonotarius Calegrani malte, stammen ebenfalls aus seinen frühen Jahren: das erste (1484) befindet sich noch in der Kirche der Heiligen Märtyrer in Arona, seinem ursprünglichen Standort, während das zweite (hergestellt 1488 für die Kirche San Pietro in Ciel d’Oro in Pavia)  sich heute in der Pinacoteca Ambrosiana in Mailand befindet. In der gleichen Bildergalerie befinden sich auch zwei Seitenkompartimente eines noch nicht identifizierten Polyptychons, die die „Heilige Elisabeth“ und den „Heiligen Franziskus“, den „Märtyrer Petrus und den Heiligen Christophorus“ darstellen. Diese Gemälde zeugen von seiner Annäherung an die Manier von Vincenzo Foppa, eine weiche und verzierte Manier, mit zaghaften Leonardesken Gesichtern.
Zwischen 1480 und 1490 Bergognone schuf ein Diptychon, das sich heute in der Accademia Carrara in Bergamo befindet, mit dem „Heiligen Paulus und dem Evangelisten Johannes“, einer ungewöhnlichen ikonografischen Kombination, vielleicht eine Anspielung auf das Thema „De propaganda fide“.

### In der Certosa di Pavia
Zwischen 1488 und 1495 war Bergognone der wichtigste Maler der Certosa di Pavia, wo er neben zahlreichen Fresken nicht weniger als neun Altarbilder schuf: sechs sind erhalten, drei vor Ort, zwei in der National Gallery in London und eines in Poznań; Fragmente eines siebten sind ebenfalls in der Certosa di Pavia und in einer Privatsammlung in Mailand erhalten. Noch heute sind die „Kreuzigung“ (signiert und datiert 1490), die Tafeln mit den „Kirchenlehrern“, die monumentalen Altarbilder des „Heiligen Ambrosius“ (1490) und „San Siro“ (1491). Vergleicht man diese beiden letzten Gemälde, so kann man feststellen, dass sich zwischen 1490 und 1491 eine Veränderung im Stil des Künstlers vollzog, der unter dem Einfluss von Leonardo da Vinci, der sich in Mailand aufhielt, monumentaler wurde und den perspektivischen Raum stärker berücksichtigte.
Aus der Certosa stammt auch das spätere Gemälde „Christus mit dem Kreuz und den Kartäusern“ (um 1493), das sich heute in der Pinacoteca Malaspina in Pavia befindet, Die „Mystische Hochzeit der Heiligen Katharina von Alexandrien“ (um 1490) wird in London in der National Gallery aufbewahrt. Ambrogio schuf auch eine Reihe kleinerer Werke für die Kartause: die Predellen mit den „Geschichten des heiligen Ambrosius“, für den „Ambrosius-Altar“ („Geburt des heiligen Ambrosius“ im Kunstmuseum in Basel, „Augustinus“ und „Predigt des heiligen Ambrosius“ in der Galleria Sabauda in Turin sowie die „Begegnung des heiligen Ambrosius mit Kaiser Theodosius“ in der Accademia Carrara in Bergamo) und die Geschichten des heiligen Benedikt, die in Nantes und Mailand erhalten sind. Zu diesen kleineren Werken für das Kartäuserkloster gehören auch einige halbhohe Madonnen mit Kind (wahrscheinlich für die Zellen der Kartäusermönche gemalt), die in typisch lombardische Landschaften eingebettet sind, in denen auch ein zaghafter Einfluss von Leonardo da Vinci zu erkennen ist: die „Milchmadonna“ aus der Accademia Carrara in Bergamo aus der Zeit um 1485, die „Madonna mit Kind“ aus der National Gallery in London, die „Madonna des Kartäuserklosters“, heute in Mailand in der Pinacoteca di Brera, datiert zwischen 1488 und 1490. In diesen Werken heben sich die Figuren von den typisch lombardischen Landschaften ab, die in einer etwas stumpfen Farbgebung mit großer Aufmerksamkeit für das Licht gestaltet sind.
Die „Fresken“ an den Köpfen der Querschiffe sind ebenfalls sein Werk, das sich ebenfalls in der Certosa befindet. In der Apsis des linken Querschiffs malte der Künstler zwischen 1490 und 1495 das Fresko „Gian Galeazzo Visconti stellt der Jungfrau das Modell der Kartause vor“, in dem die symmetrische Zusammensetzung der Gruppen und die regelmäßigen und monumentalen Formen mit der Lehre von Leonardo übereinstimmen. In der Apsis des gegenüberliegenden Querschiffs wird der Zyklus durch die „Krönung Mariens zwischen Francesco I. Sforza und Ludovico il Moro“ auf einem schönen blauen Hintergrund vervollständigt.

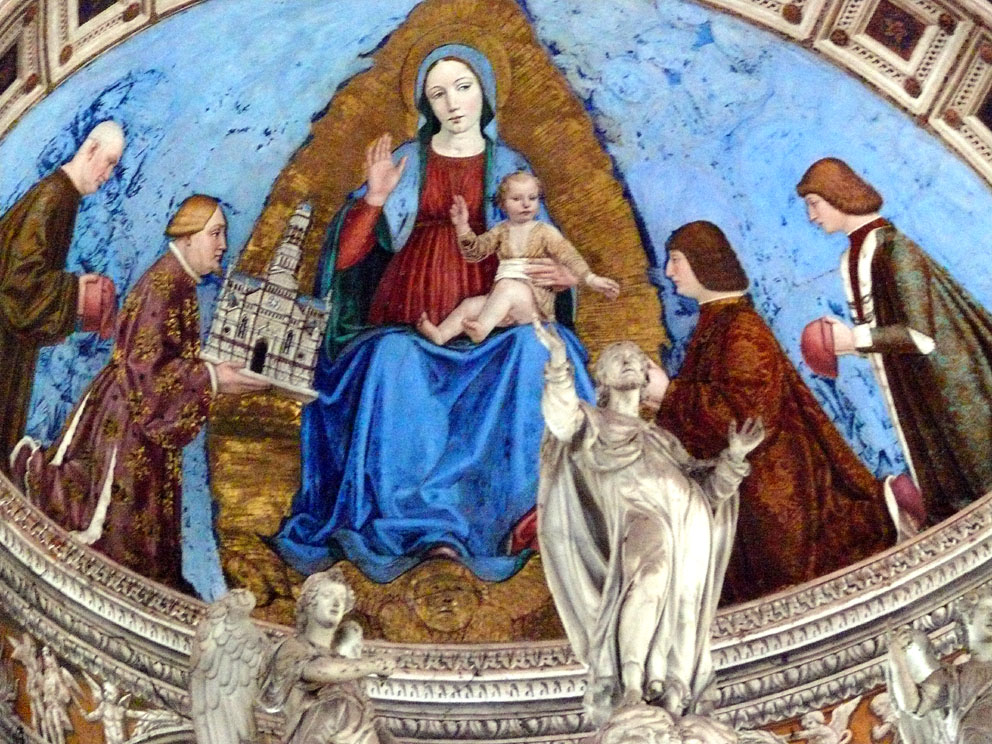
Gian Galeazzo Visconti und seine Nachkommen schenken der Madonna die Certosa di Pavia

Die Tafel mit dem „auferstandenen Christus“ in der National Gallery of Art in Washington dürfte ebenfalls aus der Zeit der Certosa stammen. Wahrscheinlich aus dem Jahr 1494 stammt die Tafel mit der „Darstellung im Tempel“, der zentrale Teil eines Triptychons unbekannter Provenienz, zu dem links der „Heilige Augustinus und der Stifter“ und rechts der „Heilige Petrus, Märtyrer und Stifter“ gehören, die sich alle im Louvre befinden.
Das große Engagement in der Certosa hinderte ihn nicht daran, auch in Mailand zu arbeiten, wo er um 1495 die Fresken in der Kirche Santa Maria presso San Satiro ausführte. und das Polyptychon mit der „Madonna mit Kind zwischen den Heiligen Jakobus und Bischof Heinrich“ in der Basilika Sant’Eustorgio, in Lodi, in den Fresken in der Kirche der Incoronata (heute verloren), in Melegnano und in Bergamo.

### Mailand, Lodi und Bergamo
Nach einer Zeit, in der er fast ausschließlich in der Certosa di Pavia tätig war, zog Bergognone Mitte des letzten Jahrzehnts des Jahrhunderts nach Mailand, wo er einen bedeutenden Freskenzyklus für die Kirche Santa Maria presso San Satiro schuf (der heute abgenommen und in der Pinacoteca di Brera aufbewahrt wird). An der Wende zum 16. Jahrhundert schuf der Künstler, der immer noch einer der berühmtesten der Lombardei war, mehrere Werke für Mailand, Lodi und Bergamo. Aus der Zeit um 1500 stammt das Altarbild für die private Andacht mit der „Madonna mit Kind“ in der Accademia Carrara in Bergamo. Zwischen 1500 und 1505 schuf Bergognone ein einteiliges Polyptychon für die Kirche San Bernardino in Bergamo, von dem ein Teil der Tafeln in der Accademia Carrara („Santa Marta“, „San Giovanni Evangelista“ und „San Girolamo“) und eine in der Johnson Collection in Philadelphia („Santa Maria Maddalena“) erhalten sind. Wahrscheinlich aus dem Jahr 1501 stammt der „Christus mit dem Kreuz“ in der National Gallery in London, der zusammen mit der „Oration im Garten“ im selben Museum Teil eines Triptychons oder Polyptychons war.
In den vier Altarbildern mit „Mariengeschichten“ für den Tempio Civico dell’Incoronata in Lodi, die zu seinen größten Meisterwerken zählen (1508), der Künstler war in der Lage, vage Leonardeske Figuren in prächtigen Kulissen zu platzieren, die jedoch durch Einschübe mit charakteristischen Lombardei-Landschaften ergänzt wurden, wie im, vielleicht das hochwertigste Gemälde des gesamten Komplexes. Auf der Tafel mit der „Darstellung im Tempel“ nutzte der Künstler ein zartes Streiflicht, das von den Fenstern der Frauenempore eines polygonalen Tempels ausging, der der Kirche der Incoronata sehr ähnlich ist.

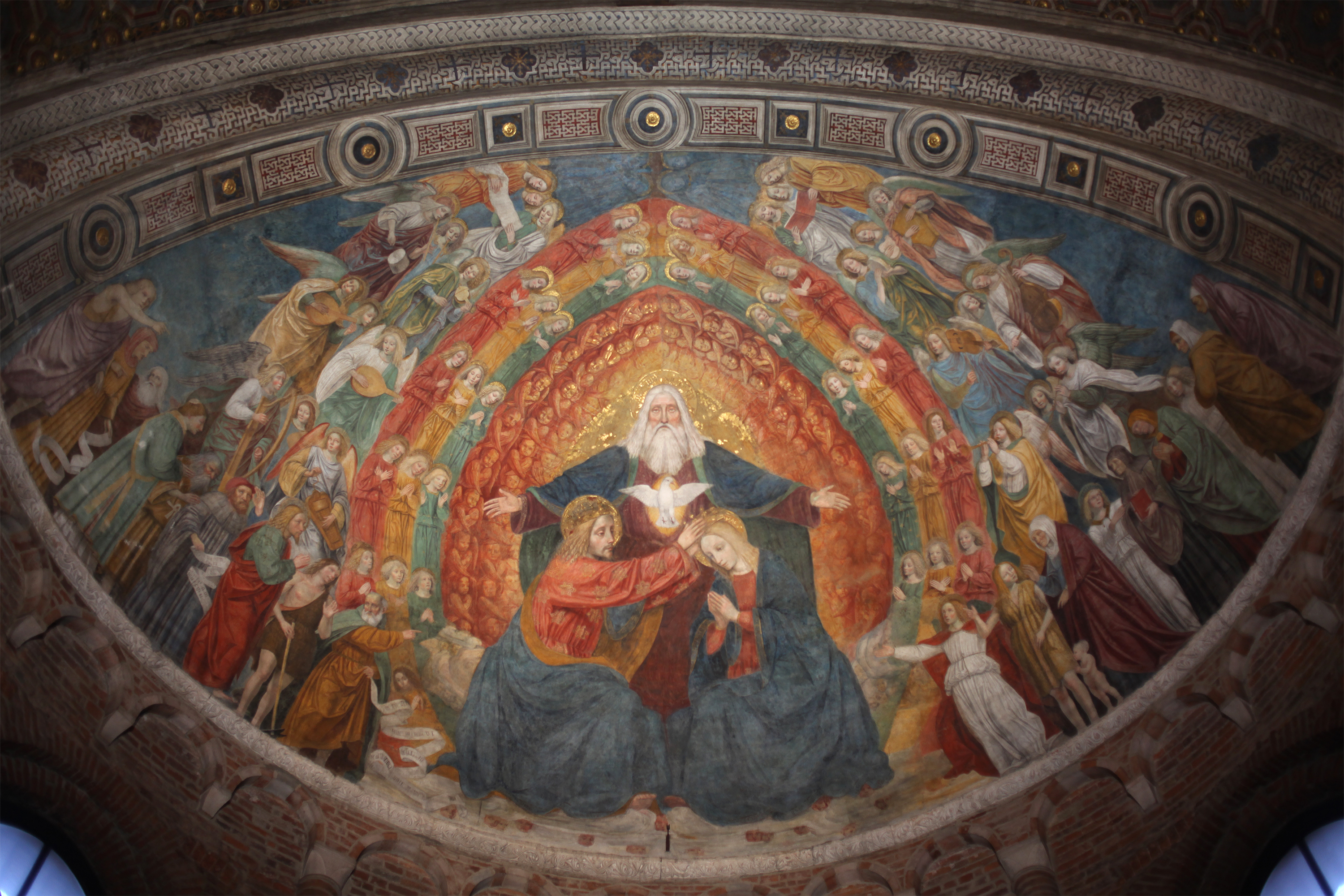
Fresco von Bergognone, Kirche San Simpliciano, Mailand

### Die letzten Arbeiten
Die letzte Periode des Künstlers begann mit einer kurzen Rückkehr in die Certosa di Pavia (1514), wo er im Gewölbe des Refektoriums eine zarte „Madonna del Latte“ freskierte und die Lünetten desselben Raumes mit „Apostelfiguren“ in halber Länge schmückte. Aus seiner letzten Periode stammen die „Santi Rocco e Sebastiano“, aufbewahrt in der Cerruti Collection, der dritten Abteilung des Museo d’Arte Contemporanea in Castello di Rivoli, monumentale Fresken im Kapitelsaal der Kirche Santa Maria della Passione ebenfalls in Mailand (1514–1518), eines der späten Meisterwerke des Meisters. Im Jahr 1518 freskierte er eine Kapelle in der Kirche San Pietro in Gessate mit dem „Begräbnis des Heiligen Martin“. Von 1522 ist stattdessen die „Krönung der Jungfrau“, die in der Pinacoteca di Brera aufbewahrt wird, aber aus Nerviano stammt. Zu den reifen Werken, die in Mailand erhalten geblieben sind, gehört die Leinwand mit der Darstellung der „Madonna mit Kind und Heiligen“ in der ersten Kapelle des linken Seitenschiffs der Kirche Santa Maria presso San Celso in Mailand.

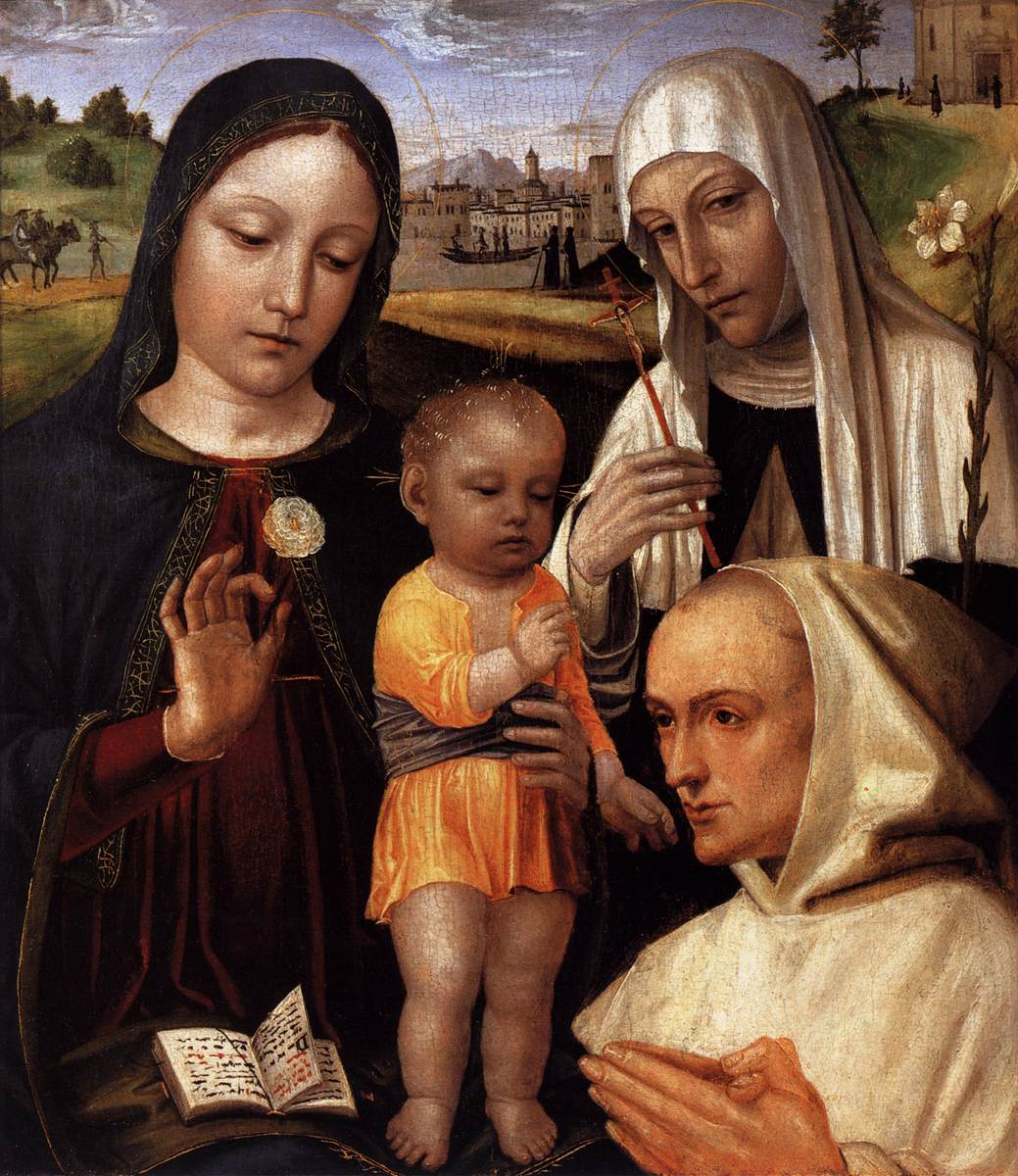
Bergognone, Madonna del Certosino (Brera)

## Werke
- Cristo sotto il torchio, 1489 circa, Kirche Santa Maria Incoronata, Mailand
- Cristo in pietà con angeli e un monaco certosino, 1480 circa, Gazzada Schianno, Museo di Villa Cagnola
- Deposizione, 1480 circa, Szépművészeti Múzeum, Budapest
- San Giovanni Evangelista, 1480–1490 circa, Öl auf Tafel, 57 × 18 cm, Bergamo, Accademia Carrara
- San Paolo e san Giovanni Evangelista, 1480–1490 circa, Öl auf Tafel, 57 × 18 cm, Bergamo, Accademia Carrara
- Madonna e santi, 1484, Arona, Stiftskirche Santi Gratiniano e Felino
- Madonna col Bambino e due angeli, 1485 circa, Öl auf Tafel, 37 × 28 cm, Mailand, Museo Poldi Pezzoli
- Madonna che allatta il Bambino, 1485 circa, Öl auf Tafel, 29,5 × 22,5 cm, Mailand, Museo Poldi Pezzoli
- Madonna del latte, 1485 circa, Öl auf Tafel, 61 × 44 cm, Bergamo, Accademia Carrara
- Madonna col Bambino e santi, 1485 circa, Öl auf Tafel, 242 × 182 cm, Mailand, Pinacoteca Ambrosiana
- Sant’Elisabetta, 1485 circa, Mailand, Pinacoteca Ambrosiana
- San Francesco, san Pietro Martire con san Cristoforo, 1485 circa, Mailand, Pinacoteca Ambrosiana
- Madonna con Bambino, 1488–1490 circa, Öl auf Tafel, 55 × 35,6 cm, London, National Gallery
- Madonna del Certosino, 1488–1490 circa, Öl auf Tafel, 45 × 39 cm, Mailand, Pinacoteca di Brera
- Cristo in pietà tra due angeli, 1488–1490, Tempera auf Tafel, Mailand, Gemäldegalerie des Castello Sforzescos
- Elemosina di san Benedetto, 1490, Tempera auf Tafel, Mailand, Gemäldegalerie des Castello Sforzescos
- Crocifissione, 1490 circa, Pavia, Certosa di Pavia
- Dottori della Chiesa, 1490 circa, Pavia, Certosa di Pavia
- Pala Sant’Ambrogio, 1490 circa, Pavia, Certosa di Pavia
- Nascita di sant’Ambrogio, Basel, Kunstmuseum Basel
- Consacrazione di sant’Agostino, Turin, Galleria Sabauda
- Predica di sant’Ambrogio, Turin, Galleria Sabauda
- Incontro di sant’Ambrogio e l’imperatore Teodosio, Öl auf Tafel, 33 × 21 cm, Bergamo, Accademia Carrara
- Cristo si erge dalla tomba, 1490 circa, Öl auf Tafel, 114,5 × 61,2 cm, Washington D.C., National Gallery of Art
- Matrimonio mistico di santa Caterina d’Alessandria, 1490 circa, Öl auf Tafel, 187 × 129,5 cm, London, National Gallery
- Storie di san Benedetto, auf Predella, 1490 circa, Nantes und Mailand
- Gian Galeazzo Visconti presenta alla Vergine il modello della Certosa, 1490–1495, Fresko, Pavia, Certosa di Pavia
- Incoronazione di Maria tra Francesco Sforza e Ludovico il Moro, 1490–1495, Fresko, Pavia, Certosa di Pavia
- San Siro, 1491, Pavia, Certosa di Pavia
- Cristo portacroce e i certosini, 1493 circa, Pavia, Pinacoteca Malaspina
- Presentazione al tempio, 1494, Paris, Louvre
- Sant’Agostino e donatore, 1494, Paris, Louvre
- San Pietro Martire e donatore, 1494, Parigi, Louvre
- Madonna del Velo, 1495–1515 circa, Tempera und Öl auf Tafel, 60 × 40 cm, Mailand, Pinacoteca di Brera
- Sant’Agnese, 1495 circa, freistehendes Fresko, Mailand, Pinacoteca di Brera
- Santa Caterina d’Alessandria, 1495 circa, freistehendes Fresko, Mailand, Pinacoteca di Brera
- Madonna con Bambino, 1500 circa, Öl auf Tafel, 45 × 28 cm, Bergamo, Accademia Carrara
- San Giacomo Maggiore, 1500 circa, Öl auf Tafel, 68 × 43 cm, St. Petersburg, Ermitage
- Polittico di San Bernardino, 1500–1505, Öl auf Tafel,
- San Gerolamo, 120 × 45 cm, Bergamo, Accademia Carrara
- San Giovanni Evangelista, 120 × 45 cm, Bergamo, Accademia Carrara
- Santa Marta, 120 × 45 cm, Bergamo, Accademia Carrara
- Santa Maria Maddalena, 120 × 45 cm, Philadelphia, Philadelphia Museum of Art, Johnson Sammlung
- Assunzione della Vergine, 1500–1510 circa, Öl auf Tafel, 242,3 × 108 cm, New York City, Metropolitan Museum
- Cristo portacroce, 1501 circa, Öl auf Tafel, London, National Gallery
- Orazione nell’orto, 1501 circa, Öl auf Tafel, 99 × 45 cm, London, National Gallery
- Cristo alla colonna, 1501, Tempera und Öl auf Pappelholz, 100 × 46,8 cm, Magenta, Santuario della Beata Vergine Assunta
- Cristo deriso, 1501, Tempera und Öl auf Pappelholz, 100,5 × 46,8 cm, Magenta, Santuario della Beata Vergine Assunta
- Santa Marta, 1505 circa, Öl auf Tafel, 120 × 44 cm, Bergamo, Accademia Carrara
- Battesimo di Gesù, 1506, Öl auf Tafel, Melegnano, San Giovanni Battista
- Incoronazione della Vergine, 1508, Fresko, Mailand, San Simpliciano
- Polittico della Pentecoste, 1508, Bergamo, Kirche Santo Spirito
- Storie di Maria, 1508, Lodi, Tempio Civico dell’Incoronata
- Polittico di San Bartolomeo, 1509, Bergamo, Accademia Carrara
- Santa Caterina d’Alessandria, 1510 circa, Öl auf Tafel, 97,2 × 55,5 cm, Mailand, Museo Poldi Pezzoli
- Madonna del Latte und Apostoli, 1514, Fresken, Pavia, Refektorium der Certosa di Pavia
- Fresken, 1514–1518, Mailand, Saal des Domkapitels der Kirche Santa Maria della Passione
- Santi Rocco e Sebastiano, 1514–1520, Rivoli, Sammlung Cerruti
- Funerale di san Martino, 1518, Fresko, Mailand, San Pietro in Gessate
- Incoronazione della Vergine, 1522, Mailand, Pinacoteca di Brera
- Madonna col Bambino e santi, Mailand, Santa Maria presso San Celso
- Battaglia, Gemälde in der Sammlung Antonio Lucchesi-Palli in der Gemäldegalerie von Palazzo Campofranco von Palermo.